# مارک کانلی
مارک کانلی (انگلیسی: Marc Connelly؛ ۱۳ دسامبر ۱۸۹۰ – ۲۱ دسامبر ۱۹۸۰) یک نمایش‌نامه‌نویس، و هنرپیشه اهل ایالات متحده آمریکا بود.
از فیلم‌هایی که وی در آن‌ها نقش داشته است، می‌توان به مرا ستاره کن،  اشاره نمود.